# Ernie Davis

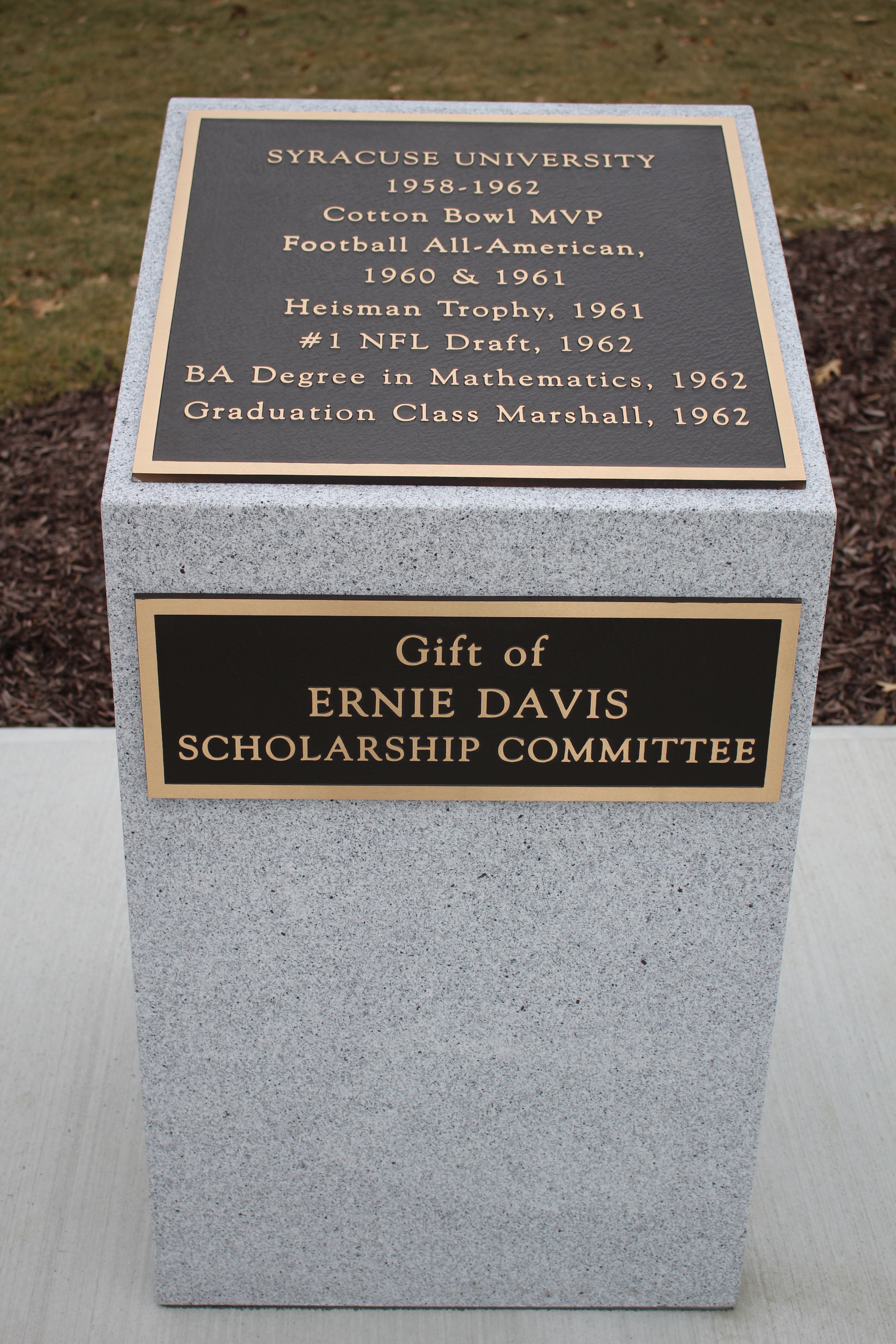

Ernie Davis (ur. 14 grudnia 1939, zm. 18 maja 1963) – pierwszy czarnoskóry zawodnik futbolu amerykańskiego, który w 1961 roku zdobył Puchar Heismana.
Davis studiował na Uniwersytecie w Syracuse, gdzie grał w drużynie futbolowej. Jako najlepszy ze wszystkich zawodników grających w lidze akademickiej był powołany do ligi zawodowej.  W grudniu 1962 został przyjęty do profesjonalnej drużyny futbolowej Washington Redskins. Wkrótce zainteresował się nim klub Cleveland Browns, gdzie otrzymał koszulkę z numerem 45.
Latem 1962 u Davisa zdiagnozowano białaczkę i zmarł na nią w niecały rok później w wieku 23 lat, nie grając w ani jednym meczu w lidze zawodowej. Był uważany za jednego z lepszych zawodników i przyjęto go do College Football Hall of Fame w 1979. Jego życiorys stał się tematem filmu „The Express” Universal Pictures 2008, który był oparty na książce pod tytułem „Ernie Davis: The Elmira Express” napisanej przez Roberta C. Gallaghera.

## Wczesne lata życia
Davis urodził się w New Salem w stanie Pensylwania. Jego ojciec zginął w wypadku tuż po jego urodzeniu, a jego matka, Avis Marie Davis Fleming, nie była w stanie wychowywać go sama. W wieku 14 miesięcy, opiekowali się nim jego dziadkowie ze strony matki, Willie i Elizabeth Davis, w Uniontown w stanie Pensylwania. W wieku 12 lat, zamieszkał z matką i ojczymem w mieście Elmira w stanie Nowy Jork, gdzie uczęszczał do szkoły podstawowej i wykazywał szczególne zdolności grając w baseball, koszykówkę i futbol amerykański. Następnie uczęszczał do szkoły średniej Elmira Free Academy, gdzie został wyróżniony za wybitne osiągnięcia w sporcie. W ostatniej klasie szkoły średniej, był rekrutowany przez wiele uczelni wyższych do akademickich drużyn sportowych. Wybrał Uniwersytet w Syracuse po tym jak został przekonany przez jego idola z dzieciństwa, Jim Brown, absolwenta tego właśnie uniwersytetu, wybitnego zawodnika futbola amerykańskiego.

## Czasy studenckie
Davis grał w futbol amerykański w drużynie Bena Schwartzwaldera na Uniwersytecie w Syracuse w latach 1959–1961, dwukrotnie zdobywając nagrody za swoje osiągnięcia na boisku. Jako student drugiego roku, Davis poprowadził zespół Syracuse do zdobycia tytułu mistrzowskiego. W trakcie sezonu, rozegrali 11 spotkań nie przegrywając żadnego z nich. W finale w 1960 pokonali zespół Texas Longhorns z wynikiem 23-14. Davis został uznany za najlepszego zawodnika w tym meczu finałowym. W tym samym sezonie redaktor sportowy piszący dla Elmira Star-Gazette Al Mallette nadał Davisowi przydomek, „Elmira Express”.   W 1960, będąc na trzecim roku studiów, pobił kolejne rekordy na boisku: średnio zdobywał około 8 metrów kiedy podano mu piłkę, z wynikiem 877 jardów był trzecim zawodnikiem grającym w ataku w całym kraju. Jego zespół z Syracuse w 1960 skończył z wynikiem 7 wygranych i 2 przegranych meczów. Na czwartym roku studiów, w 1961, jego zespół ponownie wywalczył tytuł mistrza, wygrywając z Miami Hurricanes 15-14 w Liberty Bowl, rozegrane na boisku Franklin Field w Filadelfii.
Davis doświadczył dyskryminacji rasowej, kiedy był w Ameryce południowej podczas Cotton Bowl w Dallas w stanie Texas. Jocelyn Selim pisze, że podczas bankietu po meczu w 1960 Davis otrzymał informację, że może przyjąć nagrody, ale następnie będzie musiał opuścić lokal. Davis i jego czarnoskórzy koledzy z drużyny mogli tylko skończyć jeść danie główne natomiast po przyniesieniu deseru ktoś z obsługi dyskretnie podszedł do nich i wyprosił ich z lokalu. Kiedy trzej czarnoskórzy zawodnicy udali się do wyjścia, a reszta białych zawodników zauważyła co się wydarzyło, również chcieli opuścić przyjęcie, ale powiedziano im że spowoduje to tylko jeszcze większy problem, więc zostali.

Davis był pierwszym czarnoskórym sportowcem który otrzymał nagrodę Heisman Trophy (najwyższa indywidualna nagroda w akademickim futbolu amerykańskim), a także zdobył nagrodę Walter Camp Memorial Trophy po swoim sezonie na Uniwersytecie w Syracuse w 1961. Kiedy prezydent Stanów Zjednoczonych, John F. Kennedy, dowiedział się o sukcesach Davisa, zaprosił go na spotkanie z nim gdy otrzymywał puchar w Nowym Jorku. Później 3 lutego 1963, kiedy świętowano osiągnięcia Davisa w Elmira, Prezydent Kennedy wysłał telegram, czytając: 
"Mało który sportowiec zasługuje na takie uznanie. Twoja postawa na boisku i poza nim pokazuje współzawodnictwo, fair play, i patriotyzm w najlepszym wydaniu. Naród przyznał ci najwyższe nagrody za twoje sportowe osiągnięcia. To dla mnie zaszczyt przedstawiać ciebie dziś wieczorem jako wybitnego Amerykanina i jako cenny przykład pochodzący z młodego pokolenia.  Chyle przed tobą czoło."
Grając w zespole uniwersyteckim w Syracuse, Davis nosił ten sam numer, 44, jak legendarny poprzednik Jim Brown. 12 listopada 2005 Uniwersytet w Syracuse uroczyście zdecydował się nigdy więcej nie używać tego numeru. Był to hołd złożony wybitnym sportowcom Ernie Davis i Jim Brown. Wygrywając Puchar Heismana, Ernie Davis przekonał Floyd Little aby grał w drużynie futbolowej w Uniwersytecie Syracuse zamiast w Notre Dame. Studiując na Uniwersytecie w Syracuse, Davis grał także w koszykówkę w przez jeden sezon, od 1960 do 1961. Uniwersytet w Syracuse, aby uhonorować wszystkich zawodników, którzy grali z numerem 44, otrzymał zgodę od amerykańskiej poczty, aby zmienić kod pocztowy na 13244.
Uczęszczając do Uniwersytetu w Syracuse, Davis był członkiem Bractwa Sigma Alpha Mu, znanego w całym kraju jako organizacja żydowska. Davis był pierwszym czarnoskórym członkiem tej organizacji w Ameryce.

## Profesjonalna kariera futbolowa
W 1962 Ernie Davis został przyjęty do Washington Redskins. Później przeszedł do Cleveland Browns. Również zespół Buffalo Bills z American Football League był nim zainteresowany.
Założyciel i właściciel Redskins, George Preston Marshall, który słynął ze swoich rasistowskich przekonań, preferował tylko białych zawodników w zespole Redskins, mimo że inne zespoły już od dawna chętnie przyjmowały czarnoskórych zawodników. Marshall przyznał, że jego niechęć do przyjmowania czarnoskórych graczy do drużyny była próbą przypodobania się kibicom z Południa (Redskins byli od dawna najbardziej wysuniętym na Południe zespołem w lidze). Przyjęcie Ernie Davis do zespołu Redskins nastąpiło, dopiero gdy Stewart Udall wystosował do Marshalla ultimatum: przyjąć czarnoskórego gracza przed rozpoczęciem sezonu 1962, w przeciwnym wypadku wycofa się on z 30-letniej umowy na dzierżawę Redskins stadionu DC (obecnie stadion imienia Roberta F. Kennedy’ego). Stadion był własnością miasta, a zarząd miasta Waszyngton od dawna był prawnie uznawany jako oddział rządu federalnego (ta zależność wynikała z tego, że Konstytucja daje Kongresowi władzę nad stolicą). Mimo tego, Marshall, jako zagorzały rasista, dalej nie chciał przyjąć czarnoskórego gracza, więc pozostawił decyzję menedżerowi i trenerowi. Bill McPeak wybrał Davisa. Jednak Ernie Davis odmówił gry dla Redskins i zażądał transferu do innej drużyny. Umowa z Cleveland Browns została opracowana przez trenera Browns, Paula Browna, bez wiedzy i zgody właściciela Art Modell. Była to standardowa procedura postępowania w Cleveland Browns od ich powstania w 1946. Brown pełnił funkcje menedżera zespołu i cieszył się wolną ręką w sprawach związanych z futbolem. Kiedy umowa z Davisem nie doszła do skutku, Redskins powołał w jego miejsce dwóch zawodników z Cleveland Browns, byli nimi Bobby Mitchell i Leroy Jackson. Davis postanowił udać się do Cleveland Browns, gdzie mieszkał i trenował ze swoim kolegą z klasy, John Brown, a Jim Brown, którego podziwiał, również grał w tym zespole.
Davis podpisał trzyletni kontrakt w wysokości 200 000 USD z Cleveland Browns pod koniec grudnia 1961 w San Francisco. Był to najbardziej lukratywny kontrakt dla początkującego zawodnika w historii NFL.
Marzenia Cleveland Browns związane z grą Davisa z Jimem Brownem w jednym zespole niestety się nie spełniły z powodu zdiagnozowania u Davisa białaczki. Spór pomiędzy trenerami Brownem a Modellem pogłębił się, gdy lekarze powołani przez Modella stwierdzili, że stan zdrowia Davisa jest na tyle dobry, że może grać. Natomiast drugi trener Brown miał odmienne zdanie w tej kwestii. Mimo tego że białaczka Davisa była w stadium remisji, Brown czuł, że pozwolenie mu na grę zmniejszyłoby morale zespołu. To przyczyniło się to do decyzji Modella, właściciela klubu, o zastąpieniu Browna innym trenerem przed sezonem 1963.

Davis miał zgodę na branie udziału w treningach zespołu i pomagał Brownowi przygotować strategie gry, ale nie miał zgody na branie udziału w meczach. Jego jedyne pojawienie się na Cleveland Stadium było podczas meczu przedsezonowego 18 sierpnia, w którym wbiegł na boisko pod światłem reflektora. Po jego śmierci, Cleveland Browns wycofali jego numer 45, jako hołd dla jego osoby.

Cechy charakteru Davisa
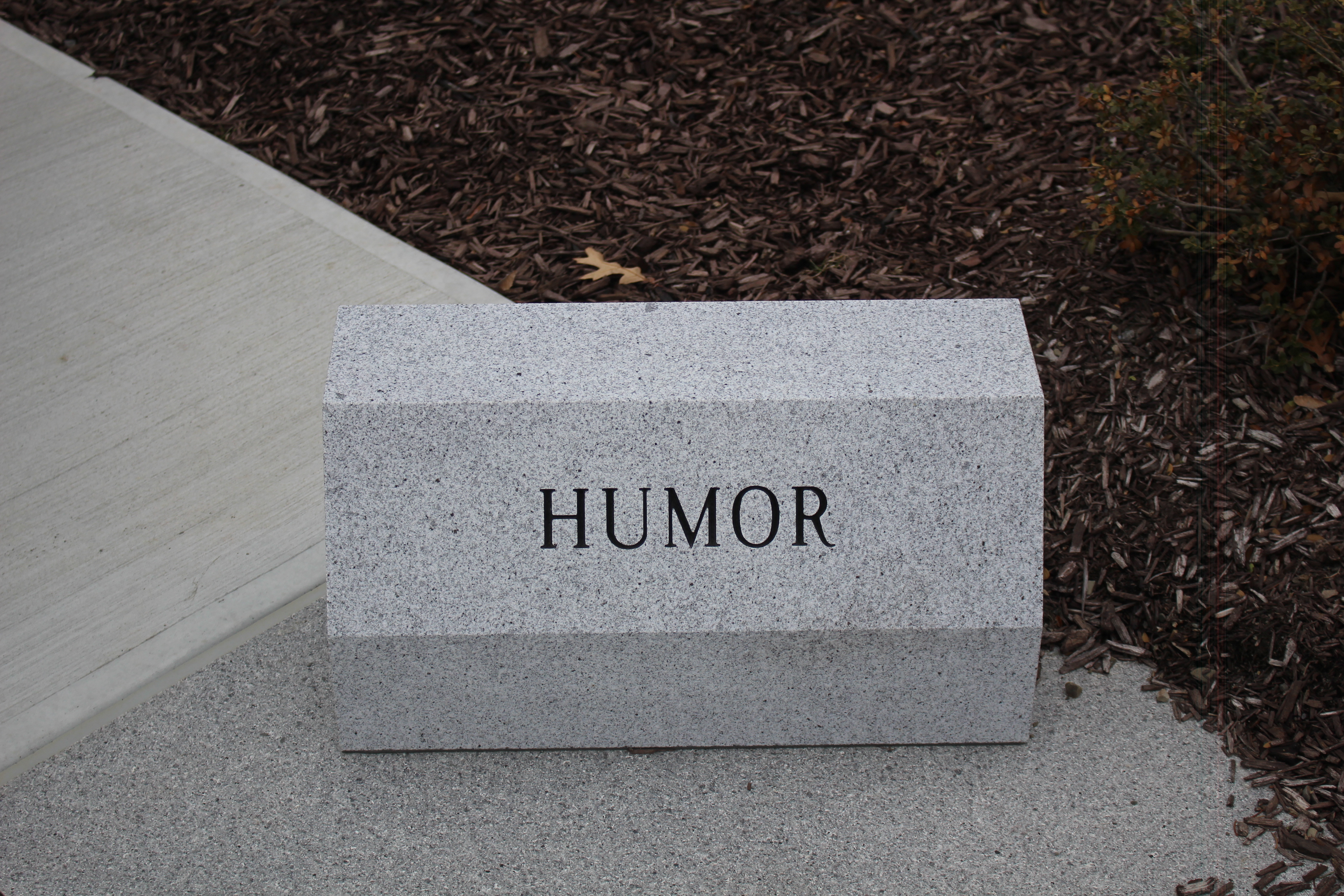
Poczucie humoru
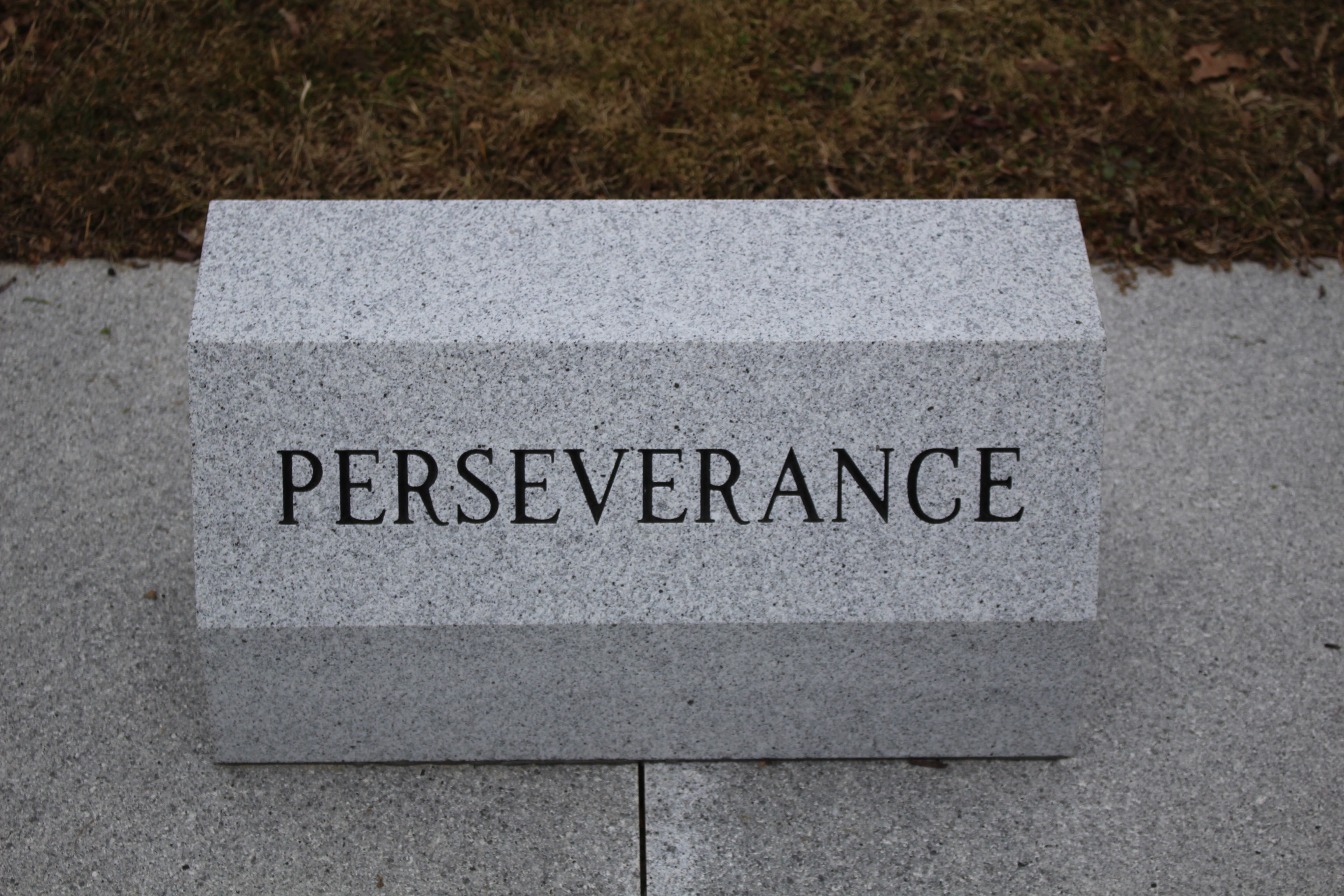
Wytrwałość
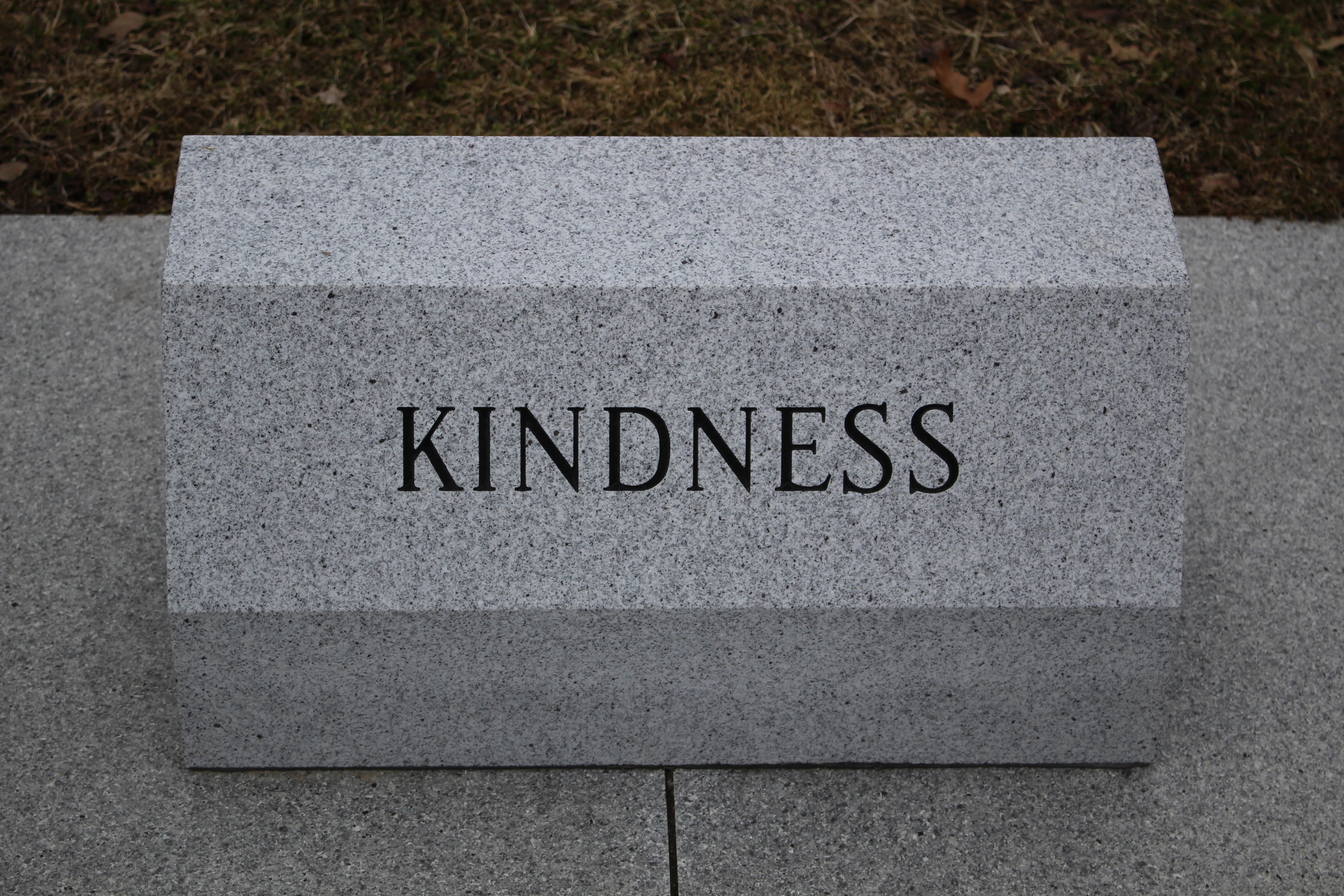
Życzliwość
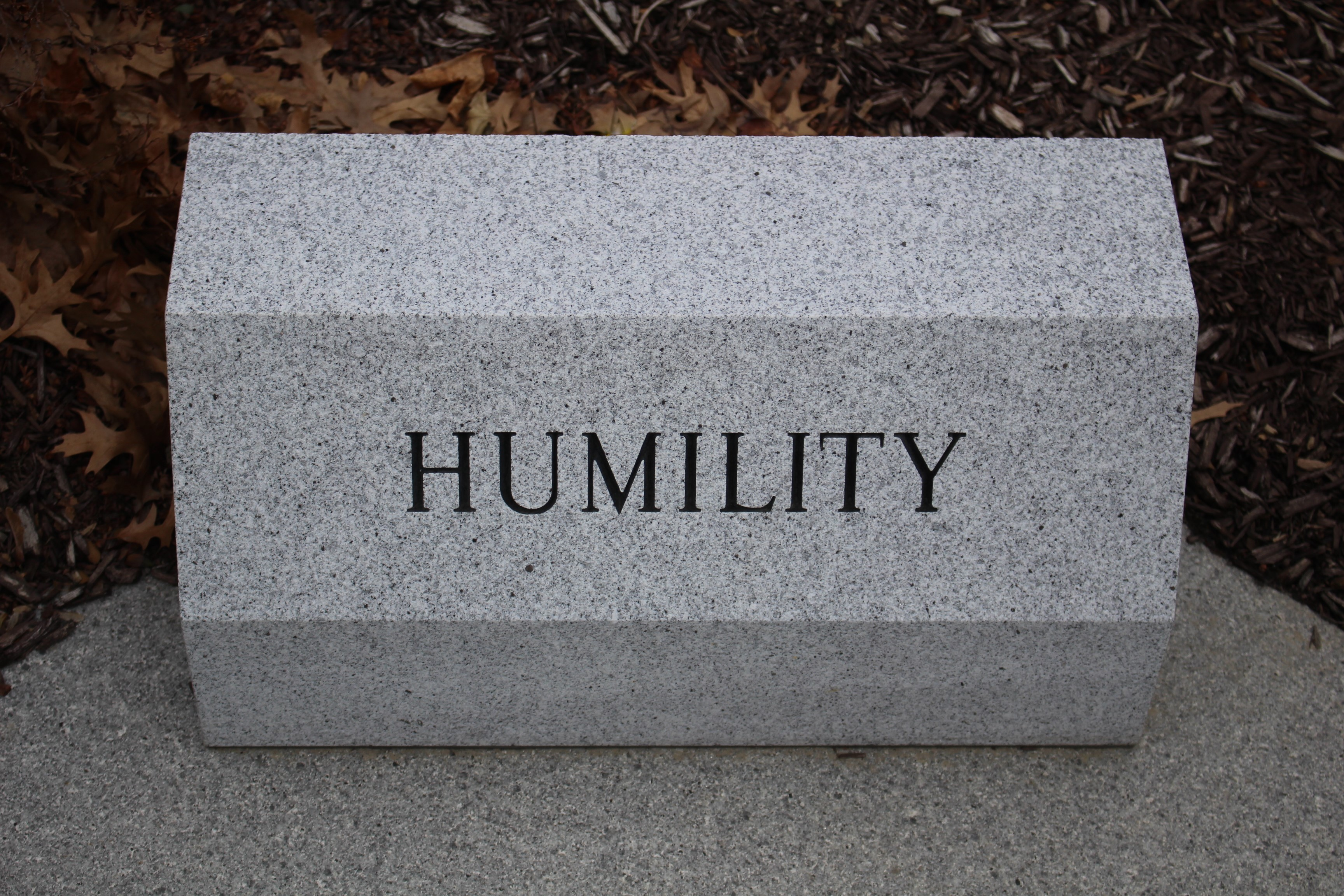
Pokora
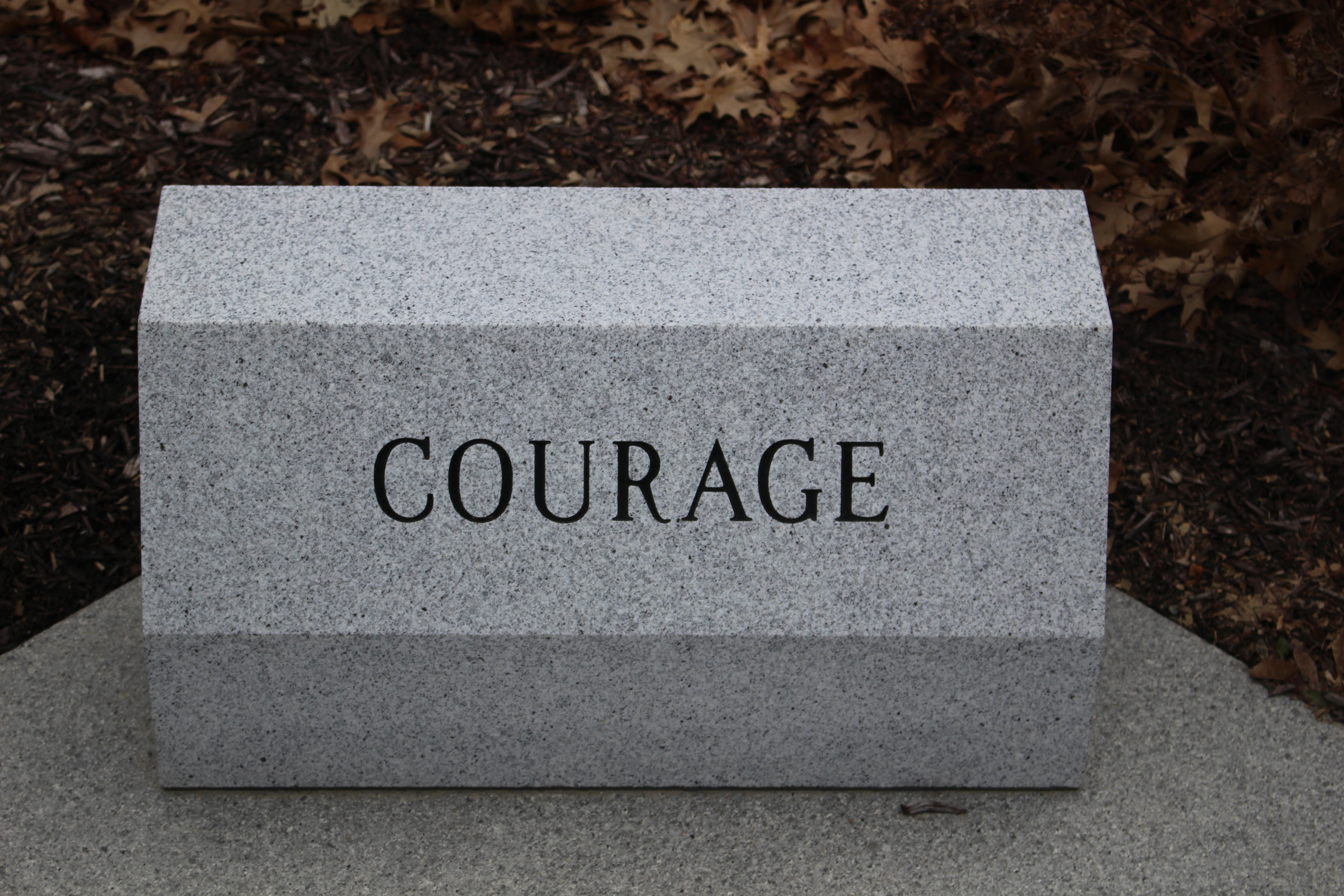
Odwaga
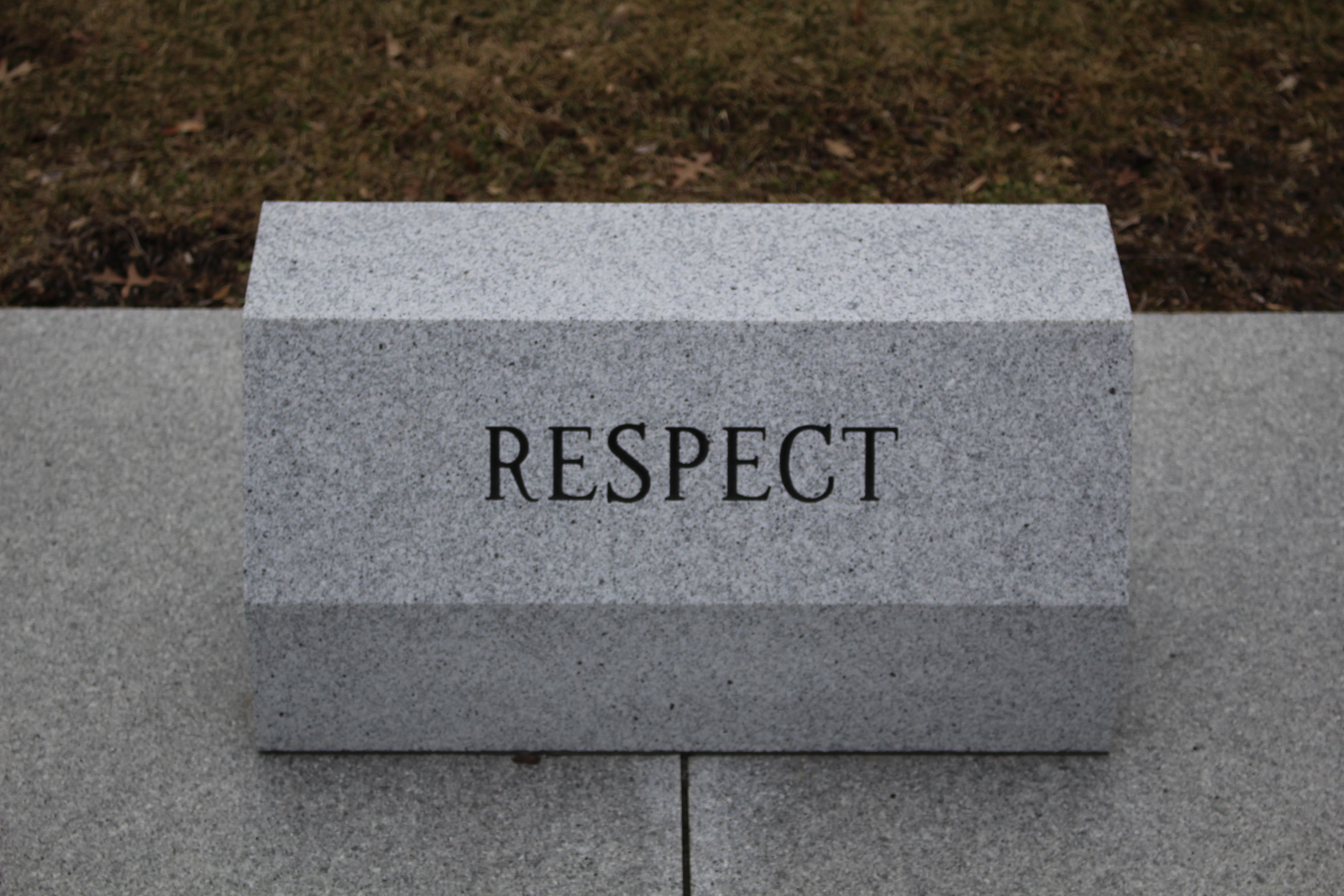
Szacunek
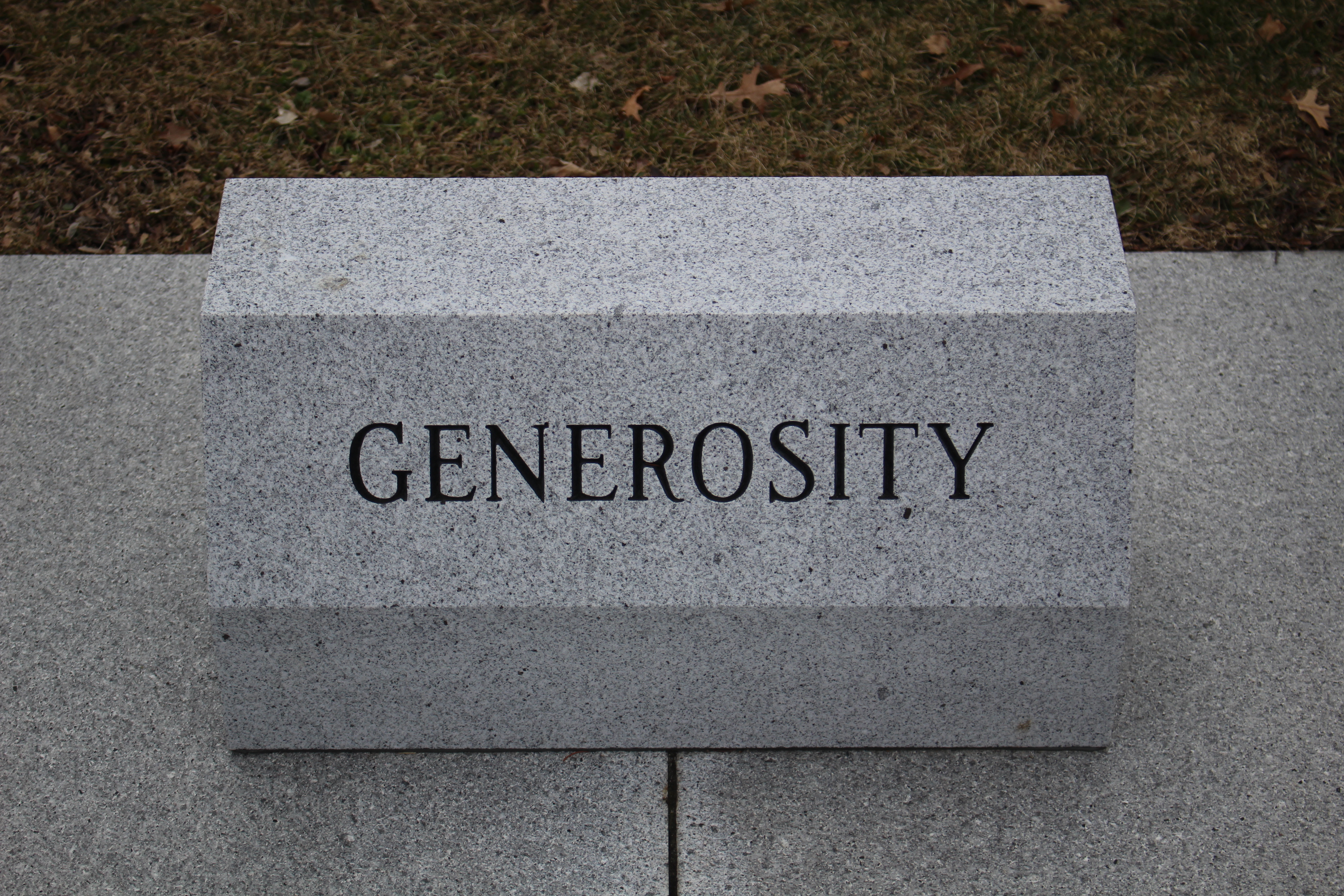
Hojność
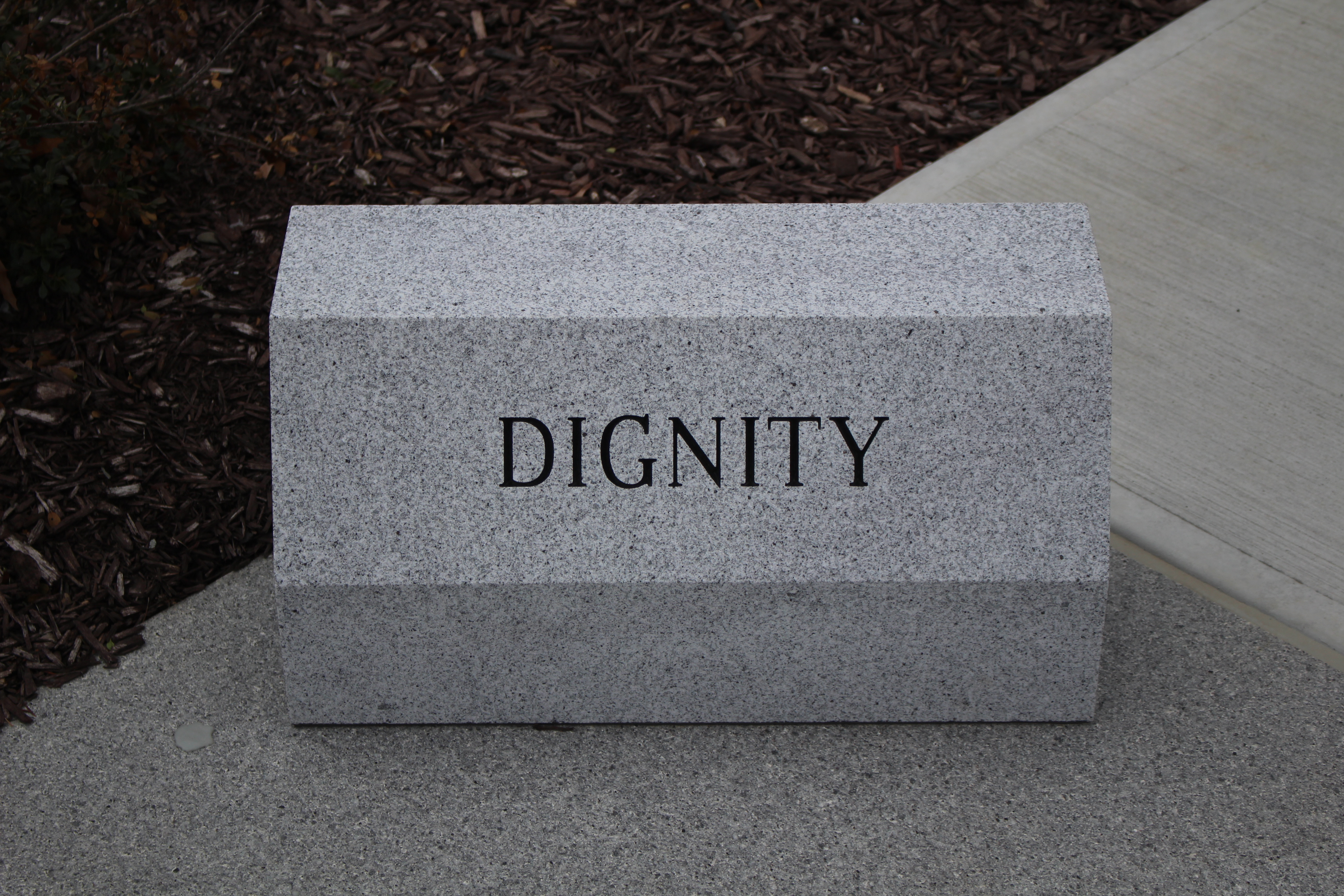
Godność

## Śmierć
Przygotowując się do meczu „All-Star College” przeciwko Green Bay Packers w Chicago w lecie 1962, Davis obudził się z opuchniętą szyją i znalazł się w szpitalu z podejrzeniem świnki lub mononukleozy. Jednak później został on zdiagnozowany z ostrą białaczką i rozpoczął leczenie. Davis był leczony w szpitalu Johns Hopkins w Baltimore, gdzie dzięki leczeniu farmakologicznemu postęp został spowolniony, jednak choroba była nieuleczalna i Ernie Davis zmarł w wieku 23 lat w Cleveland Lakeside Hospital 18 maja 1963.

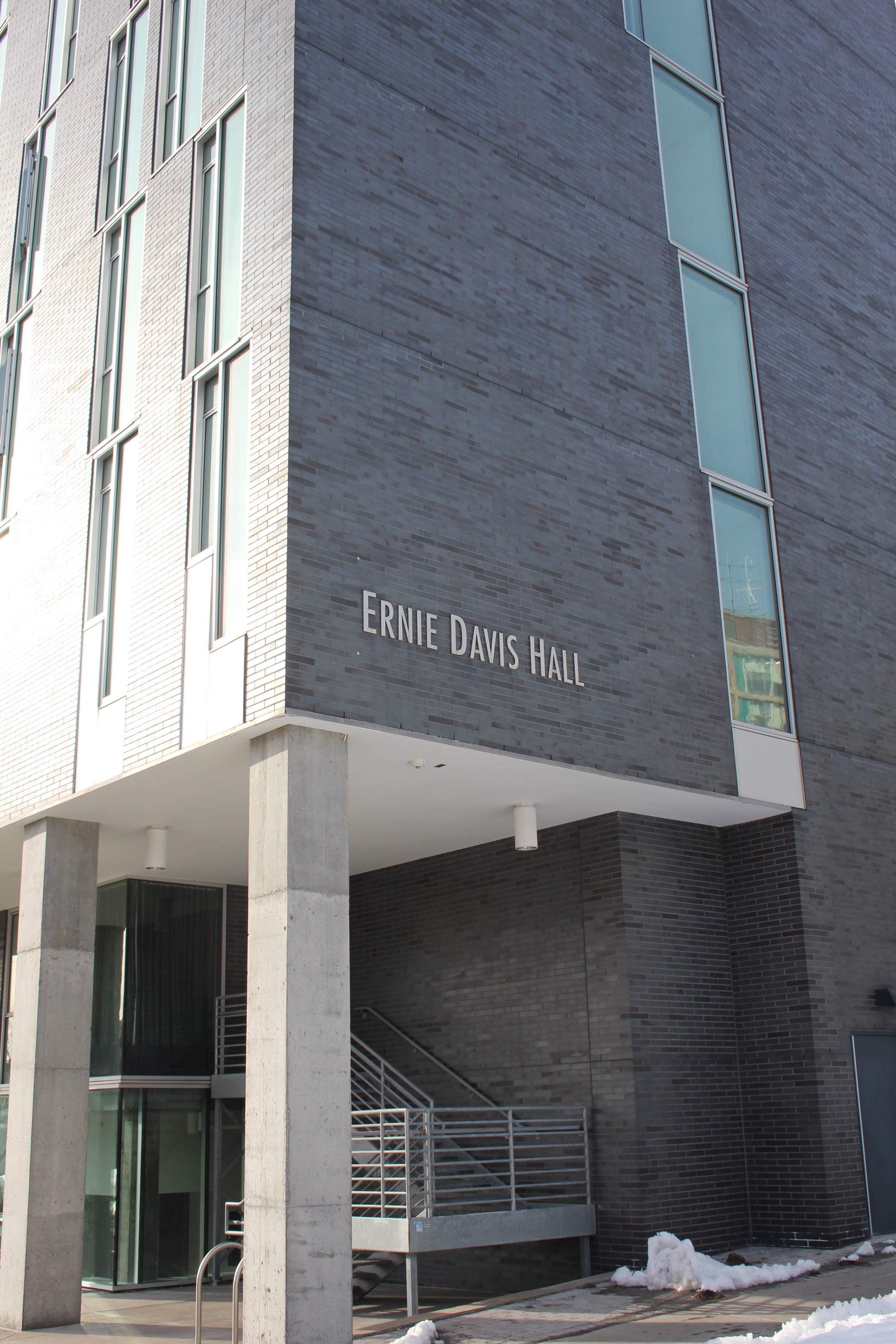
Budynek Ernie Davis Hall na terenie kampusu Syracuse University

Kongres Stanów Zjednoczonych uczcił Davisa. W trakcie pogrzebu w rodzinnym mieście Elmira w stanie Nowy Jork, 10000 ludzi wysłuchało listu od prezydenta Kennedy’ego. Davis został pochowany na cmentarzu Woodlawn w mieście Elmira. Jego pomnik upamiętniający stoi teraz przed szkołą nazwaną jego imieniem, „Ernie Davis Academy”. Inna statua Davisa stoi na kampusie Uniwersytetu w Syracuse. Davis został wybrany do „College Football Hall of Fame” jesienią 2008, co zbiegło się z premierą filmu biograficznego pod tytułem „The Express” i rozpoczęciem budowy Ernie Davis Hall na Uniwersytecie w Syracuse.

## The Express
Film biograficzny „The Express” w reżyserii Gary’ego Fledera i oparty na książce pod tytułem „The Elmira Express: the Story of Ernie Davis” autorstwa Roberta C. Gallaghera ukazał się 10 października 2008. Rob Brown gra Davisa, a Dennis Quaid przedstawia trenera Erniego Davisa z Syracuse University, Bena Schwartzwaldera.
W 2011 zespoły sportowe rywalizujących ze sobą wcześniej szkół średnich o nazwach Southside High School i Elmira Free Academy połączyły się razem i przyjęły nazwę “Elmira Express”, na cześć Erniego Davisa.

## Wideo
Skrót życiorysu Erniego Davisa można znaleźć na linku: